# 펠리피 마르칭스 도르타
펠리피 마르칭스 도르타(포르투갈어: Felipe Martins Dorta, 1996년 6월 17일 ~ )는 짧게는 펠리피 도르타(Felipe Dorta)라고 불리는 브라질 태생의 오스트리아의 축구 선수로, 포지션은 공격형 미드필더와 윙어를 소화한다. 현재 USV 에셴/마우렌에서 활약 중이다.
K리그 등록명은 펠리삐였다.

## 유소년 시절
펠리피 도르타는 브라질 태생으로, 어려서부터 축구를 시작하였다. 그가 11살이 되던 해에 아버지를 따라 오스트리아로 같이 이민을 떠났다. 2012년 오스트리아 분데스리가의 SC 라인도르프 알타흐에 입단하였다. 라인도르프 알타흐에서 어린 나이 때부터 두각을 나타내며 잉글랜드 프리미어리그의 맨체스터 시티 FC로부터 영입 제의를 받기도 했으나, 불운하게도 계약 직전 무릎 부상을 당해 이적이 무산되었다.

## 클럽 경력
2019년 3월 25일 펠리피 도르타는 대한민국 K리그2 안산 그리너스 FC에 입단하였다. 하지만 5경기 출전 무득점에 그치면서 2019년 7월 23일 계약을 해지하고 반년 만에 팀을 떠났다.
이후 스위스 1. 리가의 리히텐슈타인의 클럽 FC 발처스에 입단했다.
2020년을 앞두고 같은 리그의 USV 에셴/마우렌으로 이적했다.